# Sveriges Djurbönder
Sveriges Djurbönder var ett svenskt livsmedelsföretag. Det drevs som en ekonomisk förening och ägdes av 17 400 svenska lantbrukare . 1 januari 1999 bytte man namn från Scan Farmek till Swedish Meats. 25 mars 2010 fick man sitt nuvarande namn.
Sveriges Djurbönder förmedlade slaktdjur, till exempel nötkreatur, gris och lamm, till Scan AB som svarade för livsmedelsproduktionen. Försäljning i dagligvaruhandeln skedde under varumärket Scan.
Föreningen avvecklades år 2017 och tillgångarna delades ut till andelsägarna.